# Николай (Добронравов)
Архиепископ Никола́й (в миру Никола́й Па́влович Добронра́вов; 21 ноября 1861, село Игнатовка, Дмитровский уезд, Московская губерния — 10 декабря 1937, Бутовский полигон, Московская область) — епископ Православной российской церкви, архиепископ Владимирский и Суздальский.
Причислен к лику святых решением Архиерейского собора в августе 2000 года.

## Биография
Родился в семье священника. Окончил Заиконоспасское духовное училище (1875), Московскую духовную семинарию (1881) и Московскую духовную академию со степенью кандидата богословия (1885), магистр богословия (1886, тема диссертации: «Книга пророка Иоиля»). Обвенчан с Анной Александровной Иванцовой-Платоновой.
В 1885 году стал преподавателем Священного Писания, догматического, нравственного и основного богословия в Вифанской духовной семинарии. Был рукоположён во диакона, затем во иерея.
С 1890 года — законоучитель и настоятель домового храма Александровского военного училища в Москве. Одновременно с 1894 года законоучитель в 7-й Московской мужской гимназии, в гимназии Поливановой и в гимназии Арсеньевой, протоиерей храма святого великомученика Никиты в Старых Толмачах.
С 1905 года был одним из наиболее либеральных деятелей Общества любителей духовного просвещения, ставшего в этот период центром активности сторонников церковных реформ. Руководитель Комиссии по церковным и вероисповедным вопросам. С 1914 года заместитель председателя Законоучительского братства.
Награждён орденом св. Владимира IV степени (1915).
В 1917 году член Московского епархиального совета, делегат Всероссийского съезда духовенства и мирян, работал в I и II отделах Предсоборного совета, член Священного собора Православной российской церкви, участвовал во всех трёх сессиях, член I, II, III, VII отделов. Резко выступал против восстановления патриаршества. Напомнил Собору, что Святейший синод был признан всеми поместными православными церквями, призвал соборян не смущаться и верить, что Господь сам сохранит свою Церковь. Заметил также, что в первые три века христианской истории патриаршества не существовало. Рассматривая 34-е Апостольское правило, на которое чаще всего ссылались сторонники патриаршества, подчеркнул слова: «епископам всякого народа подобает знати первого в них». Это, по его мнению, значило, что в пределах одного государства могут быть несколько патриархов (у всякого народа): как патриарх Грузинский, так и патриарх Украинский, Сибирский и т. д.
После избрания патриарха Тихона стал одним из его соратников. Во время обстрела большевиками здания Александровского военного училища в ноябре 1917 года в квартире Добронравова нашли приют несколько семейств офицеров. Принимал участие в похоронах юнкеров и офицеров, погибших во время взятия власти большевиками в Москве в 1917 году.
В 1918 году назначен настоятелем храма Всех Святых на Варварской площади. 19 августа 1918 года был приведён комиссаром Станиславом Реденсом в ВЧК для получения справки о проведении обыска в храме, но был арестован и обыскан. Обвинение ему предъявлено не было, в заключении Реденса говорилось:

Из допроса гражданина Добронравова я вынес впечатление, что он принимал участие в политической жизни… хотя у меня нет материалов, дабы установить его роль в событиях июля 1917 года, а также в октябрьской революции; из всего же видно, что это вредный для революции «тип», который, будучи на свободе, наверняка спокойно сидеть не будет. Поэтому предлагаю отправить его в концентрационный лагерь.

Однако это предложение руководством ВЧК принято не было. Содержался в Бутырской тюрьме (камера 78), в апреле 1919 года был освобождён.
С 1920 года настоятель Крутицкого Успенского собора.

## Архиерейское служение
Овдовев, был пострижен в монашество и 31 июля 1921 года хиротонисан во епископа Звенигородского, викария Московской епархии.
В 1922 году за решительное противодействие обновленческому движению (тесно связанному с большевиками и дискредитировавшему идеи церковных реформ, которые отстаивали либеральные священники начала XX века) был арестован и приговорён к одному году ссылки в город Усть-Сысольск.
После возвращения в Москву, в апреле — июне 1924 года находился в Бутырской тюрьме по обвинению в том, что, имея большой авторитет, проводил среди духовенства контрреволюционную агитацию, а также по делу об избиении члена рабоче-крестьянской инспекции. За отсутствием каких-либо доказательств был освобождён.

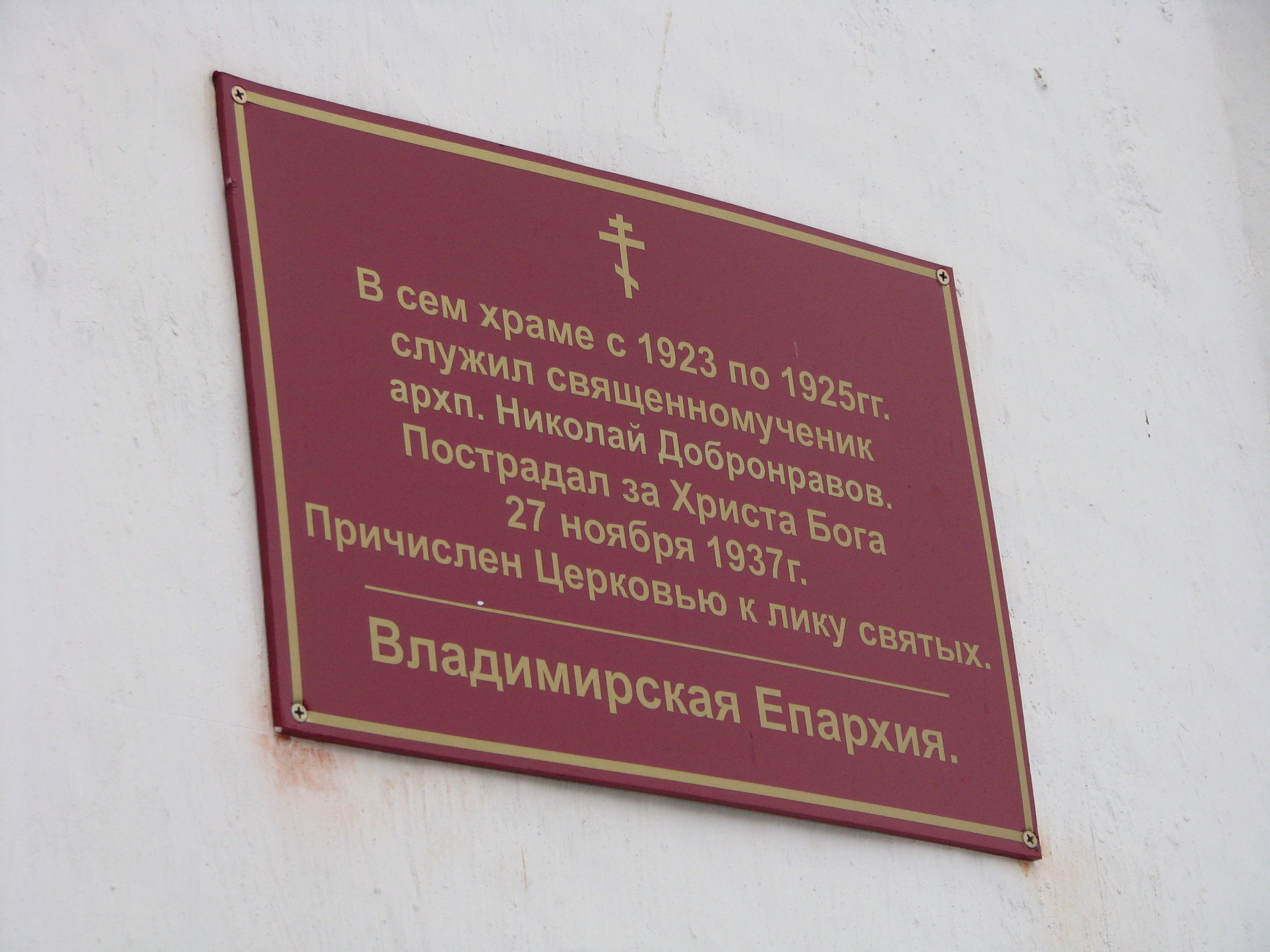
Табличка в память о Николае (Добронравове) на стене Успенского собора во Владимире

С 1924 года — архиепископ Владимирский и Суздальский.
В ноябре 1925 году арестован одновременно с группой проживавших в Москве иерархов — сторонников патриаршего Местоблюстителя митрополита Петра. В заключении находился во внутренней тюрьме ОГПУ на Лубянке. В январе 1926 года митрополит Петр на допросе назвал архиепископа Николая в числе иерархов, «с мнением которых я считался особенно».
1 февраля 1926 года митрополит Пётр назначил его первым архиереем в коллегии из трёх архиепископов, которые должны были временно управлять церковью — это свидетельствовало о высоком доверии, которое он испытывал к владыке Николаю. Однако архиепископ Николай находился в тюрьме (об этом митрополит Петр не знал) и не смог приступить к исполнению своих обязанностей, а коллегия так никогда и не собиралась.
В тюрьме архиепископа Николая спрашивали, знал ли он о письме историка Сергея Мансурова к Местоблюстителю, в котором обосновывалась необязательность с канонической точки зрения следования тому курсу, который изложен в так называемом «завещании» патриарха Тихона (то есть, курсу на компромисс с советской властью). Следователь пытался добиться от архиепископа выгодных чекистам показаний, однако не достиг желаемого результата.
Священник Сергей Сидоров, арестованный по этому же делу, вспоминал впоследствии:

На первом моем допросе в ноябре 1925 года следователь потребовал от меня выдачи автора письма к митрополиту Петру. Я отказался его назвать, и Тучков потребовал очной ставки моей с архиепископом Николаем. Помню серую мглу сумерек… хриплый крик Тучкова и нечленораздельный возглас… следователя, который всё время целился поверх моей головы в окно маленьким браунингом. Архиепископ Николай вошёл, взглянул на меня и остановил внимательный взгляд свой на следователе. На владыке была сероватая ряса и зимняя скуфья. Утомлëнные глаза были холодно-строги. Встав со стула, следователь разразился такими воплями, что звякнули стекла дверей и окон. Высокопреосвященный Николай властно прервал его: «Выпейте валерьянки и успокойтесь. Я не понимаю звериного рычания и буду отвечать вам тогда, когда вы будете говорить по-человечески. И спрячьте вашу игрушку». Чудо совершилось. Следователь спрятал револьвер и вежливо стал спрашивать владыку, который давал ему, как и Тучкову, какие-то дельные показания. Во время этого допроса владыке удалось совершенно обелить Сергея Павловича Мансурова.

Священник Сергей Сидоров также вспоминал об архиепископе Николае:

Много благодарен я ему лично за свою судьбу. К 8 января 1926 года у меня было двадцать три допроса, всю ночь под 9 января я был почти под непрерывным допросом. Утомленный и нравственно и физически, я готов был сдаться на требование следователей, готов был наклеветать на себя и друзей. Пробило четыре часа утра, когда меня вызвали к следователю. Его допрос вертелся на одном месте, он обычно требовал выдать людей, не причастных к письму митрополиту Петру. Привели архиепископа Николая. «Я требую, — сказал владыка, — чтобы вы оставили в покое Сидорова. Я его знаю как нервнобольного человека, а вам, — обратился он ко мне, — я запрещаю говорить что бы то ни было следователю властью епископа». Меня увели в коридор, я слышал неистовую ругань следователя. Вряд ли эти мои строки будут прочтены многими, но если… близкие прочтут их, пусть они склонятся перед дивным ликом архиепископа Николая, некогда в застенках ГПУ избавившего меня от самого большого несчастья — от выдачи друзей врагам веры и Церкви.

Был приговорён Особым совещанием при коллегии ОГПУ к трём годам ссылки в Сибирь (священник Сергей Сидоров и Сергей Мансуров были освобождены). С июня 1926 по апрель 1929 года находился в ссылке в посёлке Полой Туруханского края. Затем был переведён на поселение в город Великий Устюг Северного края. Местные власти считали его руководителем церковной контрреволюции в городе. После окончания ссылки (в 1932 году) ему было разрешено свободное проживание везде, кроме шести крупных городов, с прикреплением к определённому месту жительства на три года. Когда срок поражения в правах закончился, поселился в Москве (2-й Зачатьевский пер., д. 15/2).
Вёл строго аскетический образ жизни, ночи проводил в молитве. В отношениях с людьми был необычайно прост, внимателен и любвеобилен. Автор проекта реорганизации прихода, в котором указывал на необходимость введения на приходе благотворительности, даровых (бесплатных) исполнений за счёт всего прихода необходимых треб.
Повторно арестован 27 октября 1937 года. В частности, был обвинён в том, среди окружающих говорил о необходимости защиты церкви и духовенства, заявляя, что «каждый верующий должен противодействовать мероприятиям советской власти, не допускать закрывать церкви, собирать подписи, подавать жалобы, а самое главное, что духовенство должно разъяснять верующим смысл происходящих событий… что советская власть есть явление временное…». На следствии отказался признавать себя виновным в «контрреволюционной агитации и участии в нелегальной контрреволюционной церковно-монархической организации Истинно-Православная Церковь».
7 декабря 1937 года приговорён тройкой УНКВД СССР по Московской области к расстрелу (ст. 58-10 Уголовного кодекса РСФСР). Расстрелян и захоронен 10 декабря 1937 года на Бутовском полигоне НКВД в Московской области.

## Канонизация
Причислен к лику святых новомучеников и исповедников Российских на Юбилейном Архиерейском Соборе Русской Православной Церкви в августе 2000 году для общецерковного почитания.
Праздник священномученику архиепископу Николаю установлен 10 декабря (27 ноября по старому стилю), а также в день празднования Собора новомучеников и исповедников Российских.

## Дополнительная информация
В некоторых биографиях владыки Николая содержится упоминание о том, что он с 1889 года был иереем Пермского кафедрального собора, членом Пермской духовной консистории, а в 1891 году был назначен ректором Пермской духовной семинарии с возведением в сан протоиерея и увольнением от должности члена консистории. Однако эти биографические данные относятся к его однофамильцу — Константину Михайловичу Добронравову.

## Труды
- Книга пророка Иоиля Архивная копия от 3 марта 2022 на Wayback Machine. М., 1885;
- Обет Иеффая // Православное обозрение. 1889. № 3.
- Речь при вступлении на должность законоучителя III военного Московского Александровского училища // Православное обозрение. 1890. № 9/12.
- О воскресении Господа нашего, Иисуса Христа, и его явлениях при воскресении // Православное обозрение. 1891. № 1/4.
- Напутственная речь к выпускным юнкерам Московского военного Александровского училища // Православное обозрение. № 9.
- Распятие на кресте // Душеполезное чтение. 1893. № 4.Пророчица Мариам, сестра Моисея // Чтения в Обществе любителей духовного просвещения. 1893. № 2.
- Ветхозаветный праздник Пятидесятницы. - 1894;
- Св. Алексий, митрополит всероссийский и чудотворец. М., 1895.
- Мысли прот. А. М. Иванцова-Платонова о смерти и загробной жизни // Душеполезное чтение. 1895. № 2.
- Христианское воззрение на смерть. М., 1898;
- Уход за больными в древнем христианстве. М, 1904;
- Таинство елеосвящения. М., 1904.
- Участие клира и мирян на древних соборах Архивная копия от 3 марта 2022 на Wayback Machine. М., 1906;
- Соборы в русской церкви до половины XV в. М., 1906;
- Собор как представительство всей Церкви; По поводу предстоящего всероссийского церковного Собора; Предполагаемый состав членов предстоящего церковного Собора // Московский еженедельник. 1906. № 4, 10, 25.
- Избрание епископов в древнем христианстве. М., 1907;
- Хорепископы в древнем христианстве. М, 1907;
- Поучение в день благочестивейшего государя наследника и великого князя Алексея Николаевича // Якутские епархиальные ведомости. 1908. № 6.
- Попечение о бедных в древнем христианстве // Душеполезное чтение. 1908. № 10.
- Доктор Федор Петрович Гааз // Душеполезное чтение. 1909. № 11.
- Диакониссы в древнем христианстве // Душеполезное чтение. 1912. № 2.
- Нужен ли нам Патриарх?; К вопросу о восстановлении патриаршества в Русской Церкви // Церковно-общественная мысль. 1917. № 9/10.